# Vrachonisída Pontikoússa
Vrachonisída Pontikoússa är en ö i Grekland.   Den ligger i prefekturen Nomós Dodekanísou och regionen Sydegeiska öarna, i den sydöstra delen av landet, 270 km sydost om huvudstaden Aten. Arean är 1,1 kvadratkilometer.
Terrängen på Vrachonisída Pontikoússa är lite kuperad. Öns högsta punkt är 214 meter över havet. Den sträcker sig 1,8 kilometer i nord-sydlig riktning, och 1,0 kilometer i öst-västlig riktning.